# Веенка (приток Званы)
Веенка — река в Устюженском районе Вологодской области России, левый приток Званы.
Начинается у деревни Козлово Никифоровского сельского поселения, течёт на северо-восток, протекает вблизи деревень Выползово, Теплино, Дегтярня и впадает в Звану в 58 км по левому берегу, в 2 км к юго-западу от деревни Чёрная Сошневского сельского поселения. Длина реки составляет 20 км. Крупнейшие притоки — Мелушка (правый) и Чёрная (левый). Площадь водосборного бассейна — 142 км².

## Данные водного реестра
По данным водного реестра Веенка является правым притоком Чёрной, что находится в противоречии с данными топокарты. Примерно за 1,7 км до впадения в Звану река Чёрная сливается с рекой Веенкой. Русло от слияния до впадения в Звану на карте отмечено как Веенка. Таким образом, по топокарте Чёрная впадает в Веенку, а по водному реестру наоборот. Соответственно, длина Веенки должна быть на 1,7 км больше, чем указано в реестре, а площадь бассейна Веенки надо брать из площади бассейна Чёрной
По данным государственного водного реестра России относится к Верхневолжскому бассейновому округу, водохозяйственный участок реки — Рыбинское водохранилище до Рыбинского гидроузла и впадающие в него реки, без рек Молога, Суда и Шексна от истока до Шекснинского гидроузла, речной подбассейн реки — Реки бассейна Рыбинского водохранилища. Речной бассейн реки — (Верхняя) Волга до Куйбышевского водохранилища (без бассейна Оки).
Код объекта в государственном водном реестре — 08010200412110000005184.

## Топографическая карта
- Лист карты O-37-38 им  Желябова. Масштаб: 1 : 100 000. Состояние местности на 1985 год. Издание 1989 г.